# 冷藏船
冷藏船是一种有制冷装置的貨船，主要用于运输易腐烂的货物，例如水果、肉类、蔬菜、乳制品。因為這些易腐烂的货物需要低溫保存。冷藏船航速比一般货船要高。